# 惠特利宫

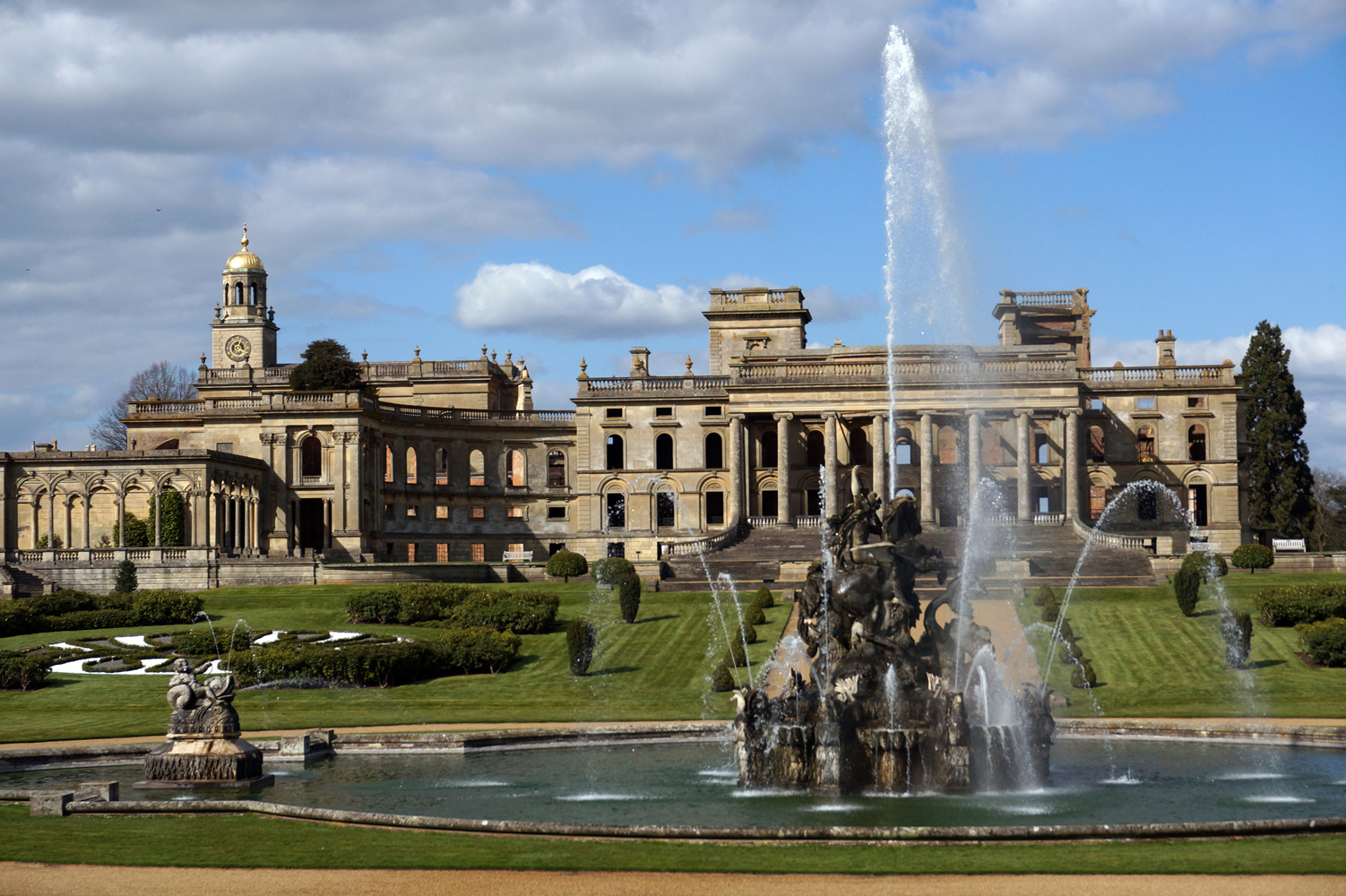
惠特利宫

惠特利宮（Witley Court）是英格蘭伍斯特郡的一座意大利式莊園建築遺址。這座建築修建在一座17世紀英國鄉村別墅的舊址上。在19世紀，惠特利宮進行了兩次大規模擴建。現在該建築是一個I級登錄建築。